# 1320-ті
Пізнє Середньовіччя •  Реконкіста  •  Авіньйонський полон пап  •  Монгольська імперія

## Події

### Русь
У 1321—1322 роках  литовський князь Гедимін  розпочав походи на Галицько-Волинське князівство. Литовський феодали захопили  Берестейську та Дорогочинську землі. Після перемоги в битві на річці Ірпінь Гедимін захопив Київ і посадив у ньому намісником Міндовга Гольшанського, якого 1324 року змінив Ольгимонт Гольшанський.
1323 року загинули князі Лев Юрійович та Андрій Юрійович. Зі смертю Володимира Львовича династія Романовичів згасла. З 1325 у Галицько-Волинській землі почав правити Юрій-Болеслав ІІ з польської династії П'ястів.
З литовськими та польськими феодалами на землі Русі прийшло  магдебурзьке право, перша згадка про яке датується 1324 роком.
Заліська Русь перебувала під ординським ігом. 1322 року ярлик на правління у Володимирі отримав Дмитро Михайлович Грізні Очі. Коли в Орду поїхав московський князь Юрій Данилович, намагаючись отримати ярлик на велике княжіння, Дмитро Грізні Очі вбив його, за що ординці його стратили. Після цього ярлик на княжіння отримав Олександр Михайлович Тверський, але 1327 року в Твері вбили ординських збірників податків, і хан Узбек послав на місто каральний загін на чолі з московським князем Іваном Даниловичем Калитою. Як наслідок Олександр Тверський утік у Литву, а Іван Калита одержав право на збір податків у Заліській Русі.
1324 року митрополит Київський і всієї Русі Петро Ратенський переніс свою резиденцію з Володимира-на-Клязьмі до Москви.

### Священна Римська імперія
На титул римського короля на початку десятиліття претендували Людвіг IV Баварський та Фрідріх III Австрійський, а папа римський  Іоанн XXII не бажав коронувати імператором жодного з них. 1322 року в битві біля Мюльдорфа Людвіг Баварський завдав важкої поразки своєму супротивнику й захопив його в полон. Пізніше він відпустив Фрідріха з умовою, що той домовитися про мир зі своїм братом Леопольдом I Австрійським. Фрідріх не зумів уладнати справу й добровільно повернувся в полон. Цей вчинок став зразком лицарської честі. Пізніше, коли Людвіг Баварський став імператором, він віддав Фрідріху титул короля Німеччини.
1324 року папа римський Іван XXIII скасував обрання Людвіга Баварського римським королем і відлучив його від церкви. 1327 року Людвіг Баварський пішов походом на Рим. Дорогою, в Мілані, його було короновано королем Італії. Наступного року Людвіг увійшов у Рим і добився коронації імператором. Однак, папа Іван XXIII, який перебував увесь час в Авіньйоні, не визнав цієї коронації. Тоді Людвіг звинуватив папу в єресі й влаштував у Римі вибори нового папи Миколая V. Перед загрозою військ короля Неаполя Роберта Людвіг Баварський відступив з Рима, забравши з собою свого папу. Надалі Миколай V не знайшов підтримки кліру, й 1330 року здався Івану XXII.
Після смерті Фрідріха III імператор Людвіг Баварський та герцог Австрії Альбрехт II уклали договір, що затвреджував володіння Габсбургів.

### Франція
1322 року королем Франції та Наварри став Карл IV Красивий. Він знову вигнав євреїв з Франції. Наступного, 1323 року він розпочав військові дії в Гієні проти військ англійського короля Едуарда II. Водночас спалахнуло повстання в Фландрії, що затягнулося до 1328 року, і його придушив уже новий король. Карл Красивий помер 1328 року, і з ним обірвалася основна гілка династії Капетингів. Новим королем став Філіп VI з династії Валуа. Одним з претендентів на трон був англійський принц Едуард III. Йому було відмовлено, однак згодом це стало приводом до Столітньої війни. Філіп Валуа віддав Наварру Жанні II Наварській. Війна в Гієні припинилася після того, як Філіпу VI склав омаж уже новий англійський король Едуард III.

### Англія
Правління короля Едуарда II не було міцним. Він мав фаворита Х'ю Діспенсера молодшого, проти якого виступали його дружина Ізабелла Французька та англійські барони. 1322 року вони підняли проти нього повстання, але король зміг придушити його. 1323 року почалася війна проти французів у Гієні. 1324 року противник короля Роджер Мортімер утік з Тауера в Францію, де до нього приєдналася королева. Вони повернулися разом 1326 року, захопили короля в полон, а його фаворитів Діспенсера молодшого та старшого стратили. 1327 року розпочалося правління Едуарда III, спочатку під регентством матері. 1328 року Едуард III уклав мир з шотландцями й видав свою сестру за сина Роберта Брюса. Молодий король оголосив свої претензії на французький трон, але їх не задовільнили. Війна в Гієні припинилася, коли Едуард III склав омаж французькому королю Філіпу VI. Гієнь залишилася за англійським монархом на правах васала монарха французького. 1330 року Едуард III повністю взяв правління в свої руки, відсторонивши від державних справ матір і стративши Роджера Мортімера.

### Східна Європа
У Польщі правив Владислав Локетек. Польщі не вдалося відсудити Помор'я в Тевтонського ордену.
Король Угорщини Карл I Роберт зміцнив свою владу, підпорядкувавши собі володіння Матуша Чака Тренчанського. Карл Роберт продовжував консолідувати свою владу в країні, однак на території Валахії почала утворюватися самостійна держава, першим правителем якої став Басараб I.
1322 року королем Сербії став Стефан Урош III, здобувши перемогу над своїми братами Стефаном Костянтином та Стефаном Владиславом.
1323 року царем Болгарії став Михайло I Шишман. Він загинув 1330 року, отримавши смертельну рану в битві біля Велбожди, де болгари зазнали важкої поразки від сербів. Після його смерті на трон зійшов Іван Стефан.

### Південна Європа
1321 року візантійський імператор Андронік II Палеолог змусив постати перед судом свого внука Андроніка III, що розпочало громадянську війну в імперії. Боротьба між дідом та внуком продовжувалася до 1328 року, коли Андроніку II довелося зректися трону.
1326 року помер Осман I Газі. Його змінив Орхан I. Він реорганізував турецьке військо, зробивши його професійним з елітним ядром яничарів. 1329 року турки-османи завдали поразки візантійським військам у битві біля Пелеканона. Як наслідок, візантійці відмовилися від спроб допомогти містам Анатолії, що потрапили в турецьку облогу.
У Неаполі правив король Роберт, а на Сицилії Федеріго II, якого папа римський Іван XXII 1321 року відлучив від церкви за зазіхання на землі Святого престолу. Арагонське королівство захопило Сардинію, витіснивши звідти пізанців. Арагон також контролював Ахейське князівство.
1325 року королем Португалії став Афонсо IV. 1327 року на трон Арагонського королівства зійшов Альфонс IV.

### Північна Європа
У Швеції та Норвегії правив Магнус Еріксон. У Данії на початку десятиліття — Хрістофер II, однак 1326 року королівська рада змістила його з трону і затвердила новим королем Вальдемара III, хоча фактично правителем країни став дядько Вальдемара герцог Гольштейну Гергард Великий.  Хрістоферу вдалося повернути собі королівський титул 1329 або 1330 року, отримавши допомогу від Любека.

### Католицька церква
Упродовж десятиліття папою римським був Іван XXII. Папська резиденція перебувала в Авіньйоні. Людвіг Баварський, для того щоб коронуватися на імператора, організував вибори альтернативного папи Миколая V, але той не здобув підтримки й змушений був скоритися.
1324 року Марсілій Падуанський написав трактат «Захисник миру», в якому ратував за ідею незалежності держави від церкви. Його було відлучено від церкви. Виник конфлікт між Іваном XXII та францисканцями, до яких, зокрема, належав Вільям Оккам. На час проведення розслідування звинувачення провідних францисканців у єресі Оккаму довелося жити в Авіньйоні, але потім йому довелося рятуватися втечею під покровительство імператора Людвіга Баварського. Інквізиція розпочала також процес проти містика Майста Екгарта.
З іншого боку, церква прийняла вчення Томи Аквінського. Його ідеї почали викладати в Паризькому університеті.

### Інші частини світу
У Китаї продовжувалося правління монгольської династії Юань. 1323 року владу в імперії захопив Єсун-Темур. Після смерті Єсун-Темура за верховну владу в Монгольській імперії почалася війна, переможцем якої вийшов Туг-Темур. На деякий час йому довелося поступитися брату Хошілі, але зрештою він знову повернув собі правління.
Продовжував нарощувати могутність Делійський султанат. 1324 року султан Ґіятх ал-Дін Туґлак здійснив похід у Бенгал, змусивши деяких індуських правителів утікати в Непал.  Коли він повертався з походу, його зустрів син, Мухаммад бін Туґлак, і влаштував йому бенкет на мосту, який завалився, що призвело до загибелі султана.
Манса Малі Муса I здійснив хадж до Мекки. Дорогою він зупинився в Каїрі й справив велике враження своїм багатством.
1325 року  розпочав свої знамениті мандри Ібн Батута, вирушивши з Танжира на хадж у Мекку.
Березень 1325 вважається традиційною датою заснування Теночтітлана, майбутньої столиці держави ацтеків.